# Амбруаз (сеньор Монако)
Амбруаз (фр. Ambroise, итал. Ambrogio) — сеньор Монако (соправитель в Ментоне) в 1419—1427 годах. Сын Ренье II и его жены Изабеллы Ассинари.
5 июня 1419 года Жан I отвоевал Монако у Генуи и стал править совместно с братьями Амбруазом и Антуаном: Амбруаз правил в Ментоне, Антуан — в Рокебрюне, Жан I — в Монако. В 1427 году Антуан умер, а Амбруаз отрёкся от своей доли; Жан стал единоличным сеньором Монако.
Амбруаз умер в 1433 году.